# 富斌
富斌（1767年—？年），字筠圃，李佳氏，满洲鑲黃旗人，繙譯進士。

## 生平
- 嘉庆壬戌翻译举人。
- 嘉庆癸亥繙譯進士。
- 道光元年，任淮安府知府，七年再任[2][3]。

## 家庭
- 曾祖常祿，城守尉；
- 祖赫達色；
- 父德英；
- 妻那拉氏；
- 子巴哈布。